# Clotilde Mukakarangwa
Clotilde Mukakarangwa

Link zum Bild

Clotilde Mukakarangwa (* 1966) ist eine ruandische Politikerin.

## Ausbildung und Karriere
Mukakarangwa hat einen Bachelorabschluss und einen Master of Science in Finanzwesen. Im Oktober 2012 wurde sie Mitglied der Abgeordnetenkammer für die bis Oktober 2018 dauernde Legislaturperiode. Nach der Senatswahl 2019 ernannte das National Consultative Forum of Political Organizations (NFPO) Mukakarangwa mit 36 von 44 Stimmen zur Senatorin. Am 22. Oktober 2020 legte sie ihren Amtseid ab.